# Chersonesometrus beccaloniae
Espèce
Synonymes
- Heterometrus beccaloniae Kovařík, 2004
- Heterometrus atrascorpius Mirza, Joshi, Desouza & Sanap, 2012

Chersonesometrus beccaloniae est une espèce de scorpions de la famille des Scorpionidae.

## Distribution
Cette espèce est endémique du Tamil Nadu en Inde. Elle se rencontre dans les Javadi Hills, les Nilgiris et les Yelagiri Hills.

## Description
La femelle holotype mesure 115 mm.

## Systématique et taxinomie
Cette espèce a été décrite sous le protonyme Heterometrus beccaloniae par Kovařík en 2004. Elle est placée dans le genre Chersonesometrus par Prendini et Loria en 2020 qui dans le même temps place Heterometrus atrascorpius en synonymie.

## Étymologie
Cette espèce est nommée en l'honneur de Janet Beccaloni.

## Publication originale
- Kovařík, 2004 : « A review of the genus Heterometrus Ehrenberg, 1828, with descriptions of seven new species (Scorpiones, Scorpionidae). » Euscorpius, no 15, p. 1-60 (texte intégral).